# Röllinghausen (Bassum)
Röllinghausen gehört zum Ortsteil Bramstedt der niedersächsischen Stadt Bassum im Landkreis Diepholz.

## Geografie und Verkehrsanbindung
Der Ort liegt im östlichen Bereich der Stadt Bassum südöstlich des Kernortes Bramstedt und östlich der Kernstadt Bassum. Südlich des Ortes verläuft die Landesstraße L 332. Am westlichen Ortsrand fließt der Finkenbach, östlich des Ortes hat die Bramstedter Beeke ihre Quelle und erstreckt sich das Waldgebiet Gattau.

## Baudenkmale
In der Liste der Baudenkmale in Bassum sind für Röllinghausen acht Baudenkmale aufgeführt (siehe „Groß Bramstedt“).